# Aloe descoignsii
Aloe descoignsii é uma espécie de liliopsida do gênero Aloe, pertencente à família Asphodelaceae.